# Hòa ước Moskva
Hòa ước Moskva đã được ký bởi Phần Lan và Liên Xô vào ngày 12 tháng 3 năm 1940, và các phê chuẩn đã được trao đổi vào ngày 21 tháng 3. Nó đánh dấu sự kết thúc của Chiến tranh mùa Đông 105 ngày. Phần Lan phải nhường lại khu vực biên giới cho Liên Xô. Hiệp ước được ký bởi Vyacheslav Molotov, Andrei Zhdanov và Aleksandr Vasilevsky cho Liên Xô và Risto Ryti, Juho Kusti Paasikivi, Rudolf Walden và Väinö Voionmaa cho Phần Lan.

## Bối cảnh
Chính phủ Phần Lan đã nhận được những điều kiện hòa bình đầu tiên từ Liên Xô (thông qua Stockholm) vào ngày 31 tháng 1. Đến thời điểm này, chế độ đã được chuẩn bị để nới lỏng các yêu sách của mình. Yêu cầu là Phần Lan đã nhượng cạn Vùng Karelia, bao gồm cả thành phố Viipuri, và bờ của Phần Lan Lake Ladoga. Bán đảo Hanko đã được cho thuê vào Liên Xô trong 30 năm.
Phần Lan bác bỏ những đòi hỏi này và tăng cường lời kêu gọi của mình cho Thụy Điển, Pháp và Anh để hỗ trợ quân sự bởi quân đội thường xuyên. Mặc dù Phần Lan về lâu dài không có cơ hội chống lại một quốc gia gấp năm lần kích cỡ của nó, cần phải có các báo cáo từ phía trước vẫn cho thấy hy vọng cho Phần Lan, dự đoán sự can thiệp của Liên đoàn Quốc gia. Tuy nhiên, các tín hiệu tích cực, từ Pháp và Anh, và kỳ vọng thực tế hơn của quân đội từ Thụy Điển, mà các kế hoạch và chuẩn bị đã được thực hiện suốt những năm 1930, là những lý do nữa cho Phần Lan không nên vội vã đàm phán hòa bình. (Xem Chiến tranh mùa đông § Hỗ trợ nước ngoài cho một tài khoản chi tiết.)
Tháng 2 năm 1940, tổng tư lệnh Mannerheim của Tổng thống Phần Lan bày tỏ sự bi quan về tình hình quân sự, khiến chính phủ bắt đầu đàm phán hòa bình vào ngày 29 tháng 2, cùng ngày Hồng quân bắt đầu một cuộc tấn công chống lại Viipuri (nay là Vyborg).

## Hòa ước khắc nghiệt
Vào ngày 6 tháng 3, một phái đoàn Phần Lan do Thủ tướng Risto Ryti dẫn đầu đã đi đến Moscow. Trong các cuộc thương lượng, Hồng quân đã phá vỡ đường phòng thủ của Phần Lan xung quanh Tali và gần với Viipuri xung quanh.
Thỏa ước Hòa bình đã được ký kết vào tối ngày 12 tháng 3, thời gian Moscow, tức là 1 giờ vào ngày 13 tháng 3, thời gian của Phần Lan. Nghị định thư bổ sung vào Hiệp ước quy định rằng chiến đấu nên kết thúc vào buổi trưa, thời gian của Leningrad (11:00 giờ Phần Lan), và cuộc chiến vẫn tiếp tục cho đến thời điểm đó.